# 圣卢-热昂日
圣卢-热昂日（法語：Saint-Loup-Géanges，法語發音：[sɛ̃ lu ʒeɑ̃ʒ]）是法国索恩-卢瓦尔省的一个市镇，属于索恩河畔沙隆区。该市镇于2003年1月1日由原市镇圣卢德拉萨尔（Saint-Loup-de-la-Salle）和热昂日（Géanges）合并而成。

## 地理
圣卢-热昂日（46°56'48"N, 4°54'29"E）面积25.72 平方千米，位于法国勃艮第-弗朗什-孔泰大區索恩-卢瓦尔省，该省份为法国中部省份，北起顺时针与科多尔省、汝拉省、安省、罗讷省、卢瓦尔省、阿列省和涅夫勒省接壤。
与圣卢-热昂日接壤的市镇（或旧市镇、城区）包括：圣玛丽拉布朗什、舍维尼昂瓦利耶尔、梅尔瑟伊、默尔桑日、索恩河畔阿勒雷、德米尼、热尔日。
圣卢-热昂日的时区为UTC+01:00、UTC+02:00（夏令时）。

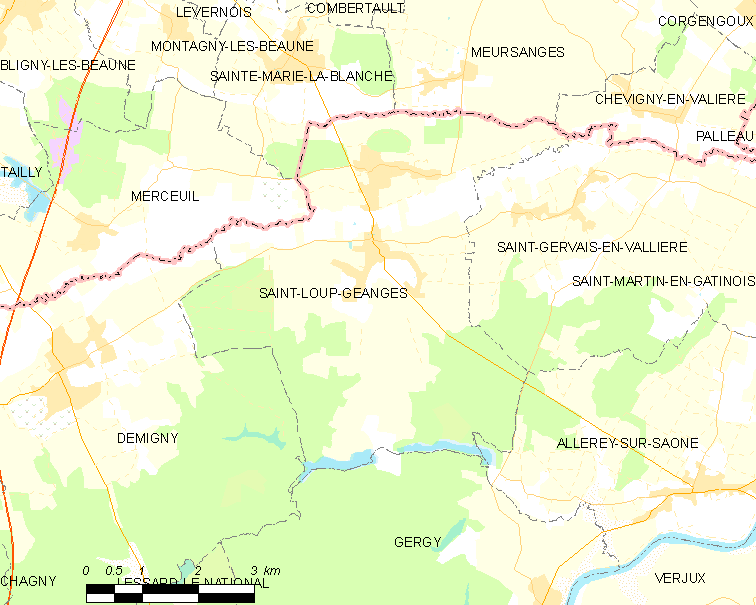
圣卢-热昂日的OSM定位图

## 行政
圣卢-热昂日的邮政编码为71350，INSEE市镇编码为71443。

## 政治
圣卢-热昂日所属的省级选区为热尔日县。

## 人口

1962-2008年间圣卢-热昂日人口变化图示

圣卢-热昂日于2022年1月1日时的人口数量为1643人。